# Ulrich Thomsen
Ulrich Thomsen (Næsby (Odense), 6 december 1963) is een Deense filmacteur.

## Biografie
In de jaren 90 was Thomsen een van de grote talenten in de Deense filmwereld en brak hij door met zijn rol als Christian Klingenfeldt in de bekroonde Dogma 95-film Festen (1998) van filmregisseur Thomas Vinterberg. Hierna kreeg Thomsen ook internationale rollen aangeboden, waaronder een rol in de James Bondfilm The World Is Not Enough (1999). In 2019 was de acteur ook te zien als hoofdrolspeler in de Deense misdaadserie Forhøret (Face to face). Alma Ekehed Thomsen die de dochter van Thomsen speelt in de serie Forhøret is ook zijn echte dochter.

## Filmografie (selectie)
- Nattevagten (Nightwatch), regie Ole Bornedal, 1994
- Valgaften (Election Night), regie Anders Thomas Jensen, 1998
- Festen, regie Thomas Vinterberg, 1998
- The World Is Not Enough, regie Michael Apted, 1999
- Blinkende lygter (Flickering Lights), regie Anders Thomas Jensen, 2000
- Arven (The Inheritance), regie Per Fly, 2003
- Brødre (Brothers), regie Susanne Bier, 2004
- Adams æbler (Adam's Apples), regie Anders Thomas Jensen, 2005
- Kingdom of Heaven, regie Ridley Scott, 2005
- Allegro, regie Christoffer Boe, 2005
- Sprængfarlig bombe (2006)
- Vikaren (2007)
- Hitman (2007)
- Den du frygter (2008)
- The International (2009)
- Hævnen (2010)
- Centurion (2010)
- Den som dræber (2011)
- Season of the Witch (2011)
- The Thing (2011)
- Banshee (2013)
- Kollektivet (2016)
- Forhøret (Face to face) (2019-2021)
- Trom (2022)